# NSW Building Society Open 1983
NSW Building Society Open 1983 — жіночий тенісний турнір, що проходив на відкритих кортах з трав'яним покриттям White City Stadium у Сіднеї (Австралія). Належав до Світової чемпіонської серії Вірджинії Слімс 1983. Відбувсь удев'яностодруге і тривав з 21 до 27 листопада 1983 року. Третя сіяна Джо Дьюрі здобула титул в одиночному розряді, перша британська гравчиня якій це вдалося після Dorothy Round 1934 року.

## Фінальна частина

### Одиночний розряд
Джо Дьюрі —  Кеті Джордан 6–3, 7–5
- Для Дьюрі це був 2-й титул за сезон і 2-й - за кар'єру.

### Парний розряд
Енн Гоббс /  Венді Тернбулл —  Гана Мандлікова /  Гелена Сукова 6–4, 6–3
- Для Гоббс це був 5-й титул за сезон і 6-й — за кар'єру. Для Тернбулл це був 4-й титул за сезон і 56-й — за кар'єру.